# Sancha Aragońska
Sancha Aragońska (ur. ok. 1478 w Gaecie, zm. 1506 w Neapolu) – nieślubna córka króla Neapolu Alfonsa II i jego kochanki Trogii Gazzeli.

## Życiorys
W 1494 roku wyszła za mąż za Jofrego, najmłodszego syna papieża Aleksandra VI i jego długoletniej kochanki Vannozzy Cattanei. Poprzez to małżeństwo Jofre został z nadania Alfonsa II księciem Squillace; miało ono być zabezpieczeniem traktatu pokojowego pomiędzy Państwem Kościelnym a królestwem Neapolu. Młodzi małżonkowie zamieszkali w jednym z watykańskich pałaców z resztą papieskiej rodziny.
Sancha szybko zaprzyjaźniła się ze swoją szwagierką Lukrecją i przez większość życia była (według nieprzyjaznych Borgiom historyków) kochanką braci swojego męża: Juana, księciem Gandii i Cezara.
Jeszcze w tym samym roku brat Sanchy Alfons, książę Bisceglie i Salerno poślubił Lukrecję. Życie neapolitańskiej księżniczki z Borgiami było o wiele trudniejsze od chwili gdy Cezare poślubił francuską księżniczkę Charlottę d'Albret w ramach zabezpieczania wsparcia króla Francji Ludwika XII dla jego militarnej kampanii podboju Romanii. Ten związek spowodował konflikt Cezarego z większością państw włoskich, w tym królestwa Neapolu (królowie Francji od czasów Karola VIII zgłaszali swoje pretensje do korony neapolitańskiej).
Jej brat Alfonso wkrótce został zamordowany w 1500, o co podejrzewano Cezara, którego mogły niepokoić związki Alfonsa z rodem Colonnów (nie ma jednak jednoznacznych dowodów, a ojciec Alfonsa, król Neapolu, nie oskarżył Cezara o tę zbrodnię). Sancha wkrótce stała się kłopotem dla coraz bardziej ambitnych Borgiów i na rozkaz papieża była więziona w zamku św. Anioła do śmierci Aleksandra VI w 1503. Została wysłana do Neapolu wraz ze swoim bratankiem Rodrygiem, którego wychowywała i uczyniła swoim jedynym spadkobiercą. Już nigdy więcej nie spotkała się ze swoim mężem, a Cezare odwiedził ją w jakiś czas po uwolnieniu z papieskiego więzienia i poprosił o opiekę nad Giovannim Borgią, będącym najprawdopodobniej nieślubnym synem Lukcecji, na co Sancha się zgodziła. Zmarła na niezidentyfikowaną chorobę w 1506 roku, na rok przed śmiercią Cezara.

## W kulturze masowej
- W miniserialu z 1981 roku Borgiowie, Sancha była grana przez Eleanor David. W tej produkcji jej cudzołożne romanse zostają odkryte przez Cezara i Sancha stwierdza, że zdradza męża nie tylko z jego bratem Giovannim, ale też ojcem, papieżem.
- W hiszpańskim filmie z 2006 roku Borgiowie, Sancha była grana przez Lindę Batistę.
- W amerykańskim serialu stacji Showtime 2011 roku Rodzina Borgiów Sancha jest grana przez Emmanuelle Chriqui. W tej produkcji punkt ciężkości został położony na jej romans z Juanem.
- We francusko-niemiecko-włoskim serialu stacji Canal + z 2011 roku Prawdziwa historia rodu Borgiów, Sancha była grana przez Eliškę Křenkovą.
- W książce amerykańskiej pisarki Jeanne Kalogridis z 2005 roku Narzeczona Borgii, Sancha jest narratorką.